# Саторі, Версаль

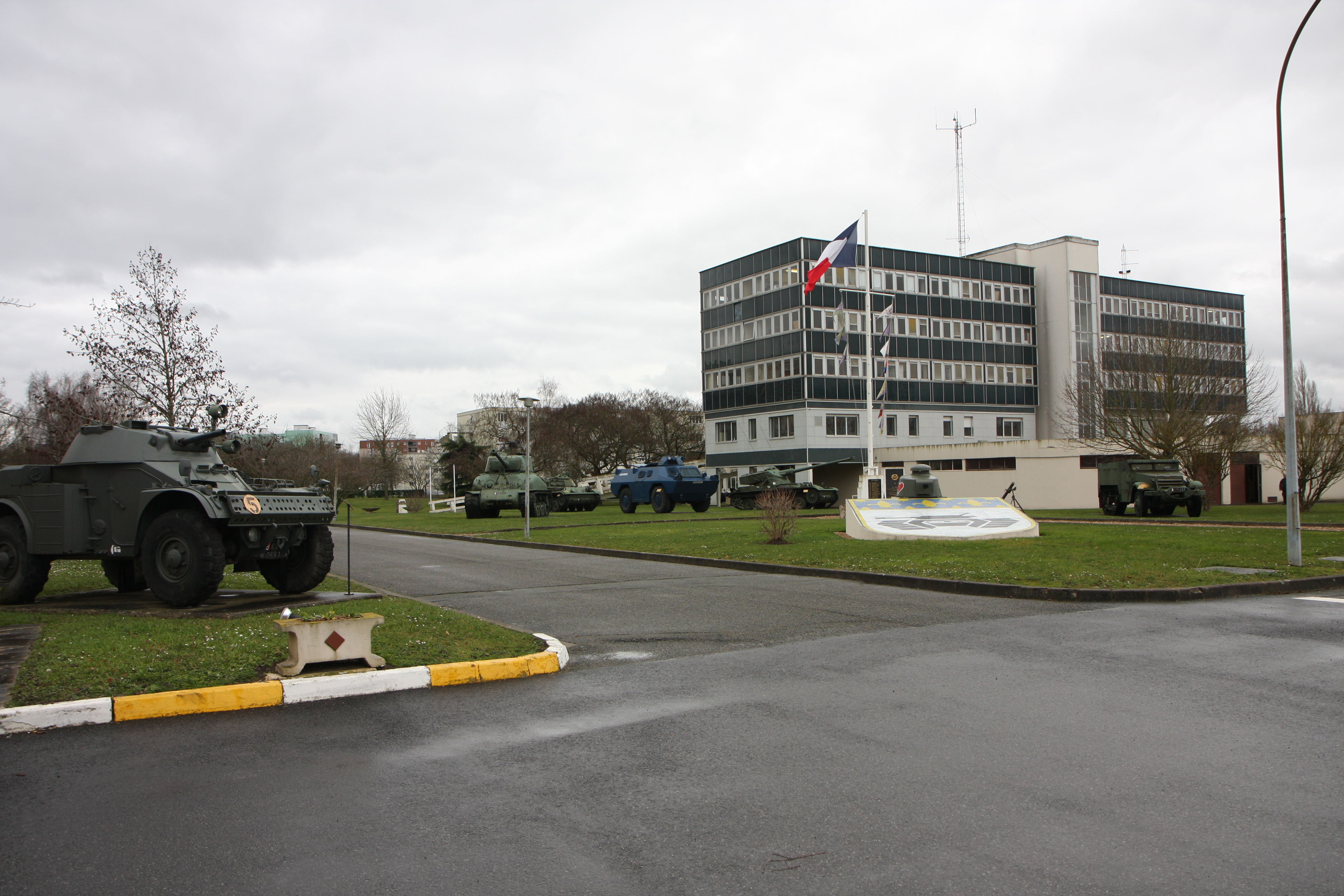
Одна з вулиць Саторі.

Саторі (фр. Satory) — район Версаля, столиця департаменту Івлін (Франція). Більшу частину району займає військовий табір. Тут мешкає близько 5000 тисяч осіб — службовців силових структур і членів їх родин.
Саторі розташований у південно-західній частині комуни Версаль. Район займає витягнуте плато на висоті близько 175 м, обмежене на півночі національною дорогою 12, а на півдні — долиною річки Б'євр. Він майже повністю оточений лісами — Буа-де-Саторі на півночі та лісом Версаль на півдні та заході.
Саторі найбільш відомий своїм військовим містечком. Тут базуються 5-й інженерний полк, штаб GIGN, підрозділ жандармерії швидкого реагування (GBGM) з бронетехнікою, а також військовий оркестр Musique des Troupes de Marine. Крім того, тут проводяться випробування зброї Nexter Systems.
Під час Літніх Олімпійських ігор 1900 року у Саторі проводилися змагання зі стрільби
.
В 1967 році Генеральна дирекція з озброєння і компанія Sofema організували тут першу виставку оборонних технологій Eurosatory, перші тринадцять випусків якої також проводилися у Саторі.